# Air Italy (2018)
Air Italy (bis März 2018 Meridiana), ursprünglich gegründet als Alisarda, war eine italienische Fluggesellschaft mit Sitz in Olbia und Basis auf dem Flughafen Mailand-Malpensa. Die Gesellschaft stellte am 11. Februar 2020 den eigenen Flugbetrieb ein, am 25. Februar 2020 wurden alle Flüge eingestellt und die Gesellschaft aufgelöst. 
Das Unternehmen befand sich zu 100 % im Besitz der AQA Holding, die zu 51 % der Alisarda und 49 % Qatar Airways gehörte.

## Geschichte

### Alisarda

#### Gründung und erste Jahre

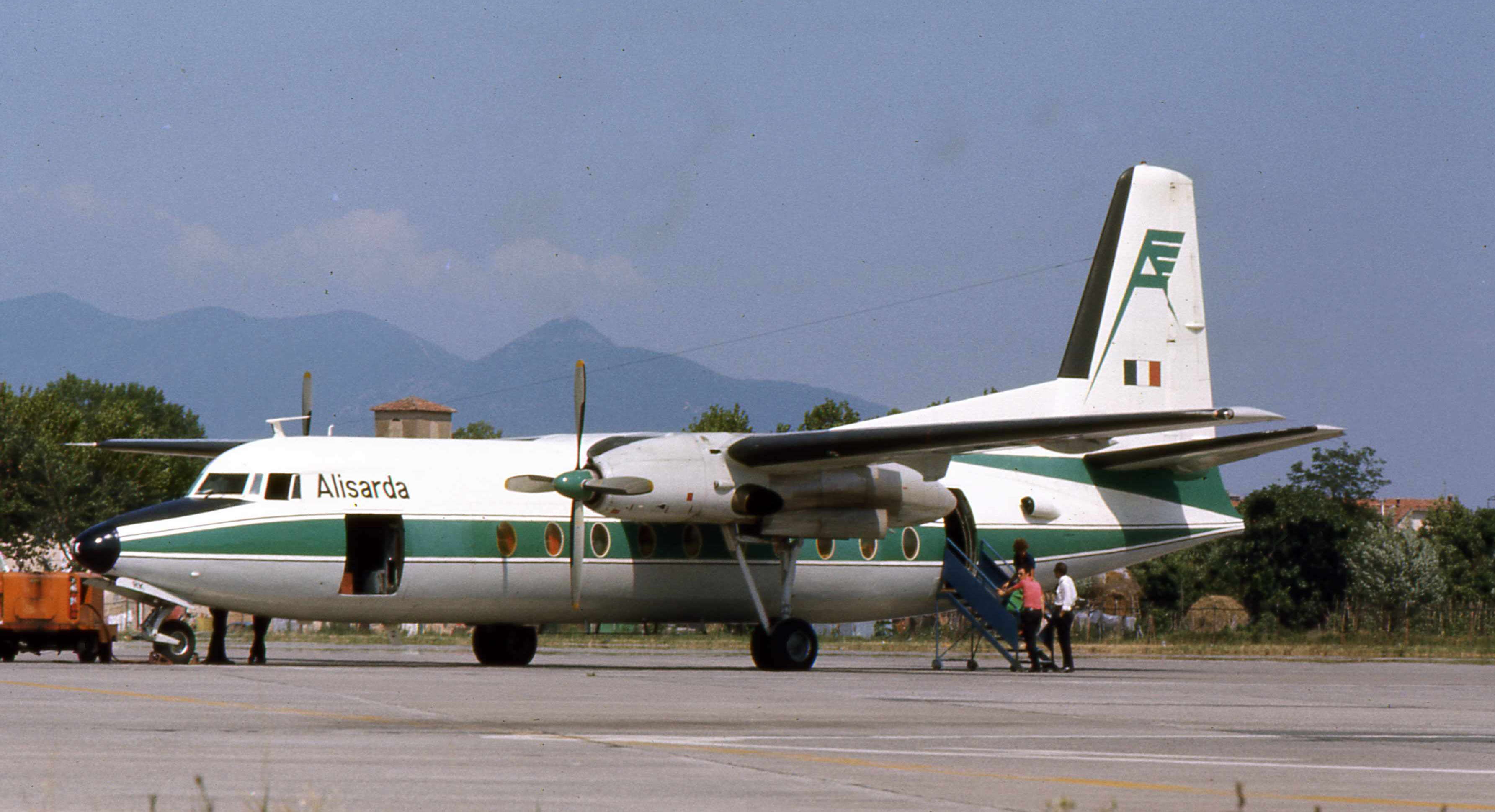
Fokker F-27 der Alisarda, Pisa 1974

Die ausschließlich mit privatem Kapital finanzierte Fluggesellschaft Alisarda wurde am 29. März 1963 auf Initiative von Prinz Karim Aga Khan IV. mit dem anfänglichen Ziel gegründet, die Entwicklung des Tourismus an der Costa Smeralda im Nordosten Sardiniens zu fördern, die bis dahin nur über den Seeweg zu erreichen war.
Die Fluggesellschaft nahm ihren Betrieb im Jahr 1964 vom Flughafen Olbia-Venafiorita auf. Im ersten Jahr beförderte sie 186 Passagiere mit achtsitzigen Beechcraft C-45. Nach dem Erwerb von zwei Nord 262 mit 26 Sitzplätzen nahm Alisarda 1966 die Flugverbindungen von Rom und Mailand nach Olbia auf, und mit der allmählichen Zunahme des Tourismusverkehrs nach Sardinien tätigte Alisarda neue Investitionen. Die Nord 262 wurden durch größere Fokker F-27 ersetzt und die bis dahin unbefestigte Startbahn von Venafiorita wurde an die neuen Anforderungen angepasst und mit einem Belag aus Zement und Bitumen versehen. In dieser Zeit wurde auch das Verbindungsnetz auf weitere Flughäfen wie Cagliari, Genua, Turin, Bologna und Pisa ausgedehnt. Zu dieser Zeit beförderte Meridiana circa 5.640 Passagiere jährlich. 1968 wurde schließlich die Schwelle von 20.000 beförderten Passagieren überschritten.

#### Jet-Zeitalter

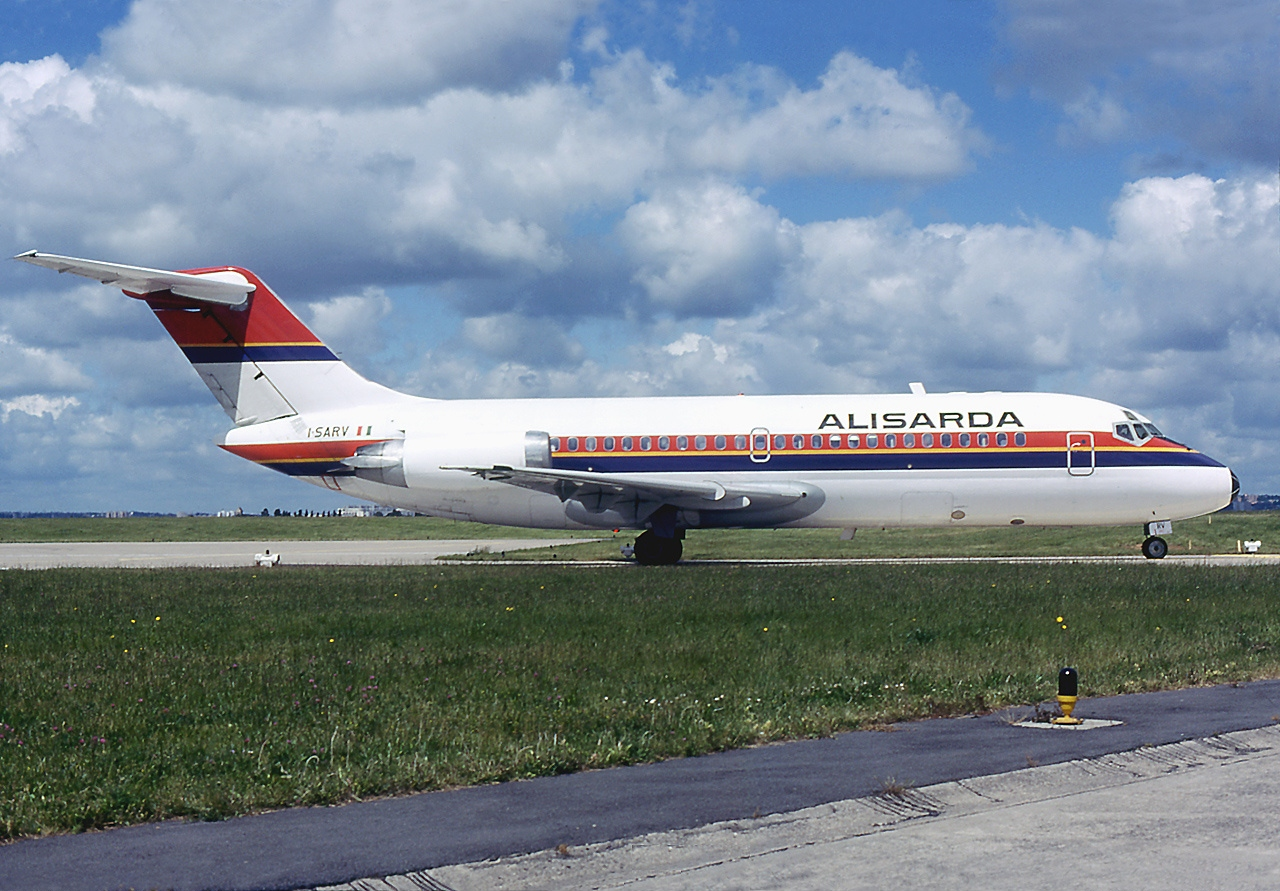
Douglas DC-9-14 der Alisarda im Jahr 1978

Im Jahr 1974 wurden die Fokker F-27 durch zwei Douglas DC-9-14 ausgetauscht. Die ersten Strahlflugzeuge der Alisarda nahmen zusammen mit der Eröffnung des neuen Flughafen Olbia ihren Dienst auf. Als Teil der neuen Flughafenanlage errichtete Alisarda auch einen großen Hangar, dessen Ausstattung die Fluggesellschaft in die Lage versetzte, den technischen Service ihrer Flugzeuge selbst zu übernehmen. Nach Übernahme der DC-9 wurden die Strecken ins Ausland ausgedehnt. Neue Ziele waren Genf, Zürich, Paris-Charles de Gaulle, Frankfurt und Düsseldorf. Auch innerhalb Italiens baute man das Streckennetz mit Flügen nach Neapel und Palermo weiter aus.
Erst 1990 erhielt man die Lizenz auch für das italienische Festland und konnte damit mit Alitalia konkurrieren. Die ersten Verbindungen führten von Rom nach Mailand, Venedig, Catania und Palermo.

### Fusion mit der spanischen Meridiana

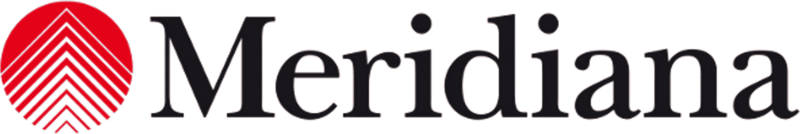
Logo der Meridiana

Meridiana entstand am 9. April 1990 aus dem Zusammenschluss der drei spanischen Fluggesellschaften LA Canarias, UniversAir und Euravia. Das spanische Unternehmen setzte eine Boeing 737-300 und fünf McDonnell Douglas MD-83 auf nationalen Linienflügen sowie im internationalen Charterverkehr (IT-Charter) ein.
Unter Beteiligung von Aga Khan fusionierte Alisarda am 1. April 1991 mit der spanischen Gesellschaft Meridian und nahm dabei deren Namen an. Die anfängliche Flotte des Unternehmens bestand aus drei BAe 146-200, sechs Douglas DC-9-51 und zehn McDonnell Douglas MD-80.
Während Meridiana ihren Flugbetrieb in Spanien am 16. Oktober 1992 aus wirtschaftlichen Gründen einstellte, konnte die neue Gesellschaft ihre Anteile am italienischen Reisemarkt weiter ausbauen.
Im Jahr 1997 bot Alitalia der Meridiana ein Codeshare-Abkommen an.
Nachdem Meridiana im Jahr 2000 über drei Millionen Passagiere beförderte, brachen die Passagierzahlen nach den Terroranschlägen am 11. September 2001 um bis zu 25 Prozent ein. Bis 2003 hatte sich die Gesellschaft jedoch wieder erholt.

### Meridiana fly (Übernahme Eurofly)

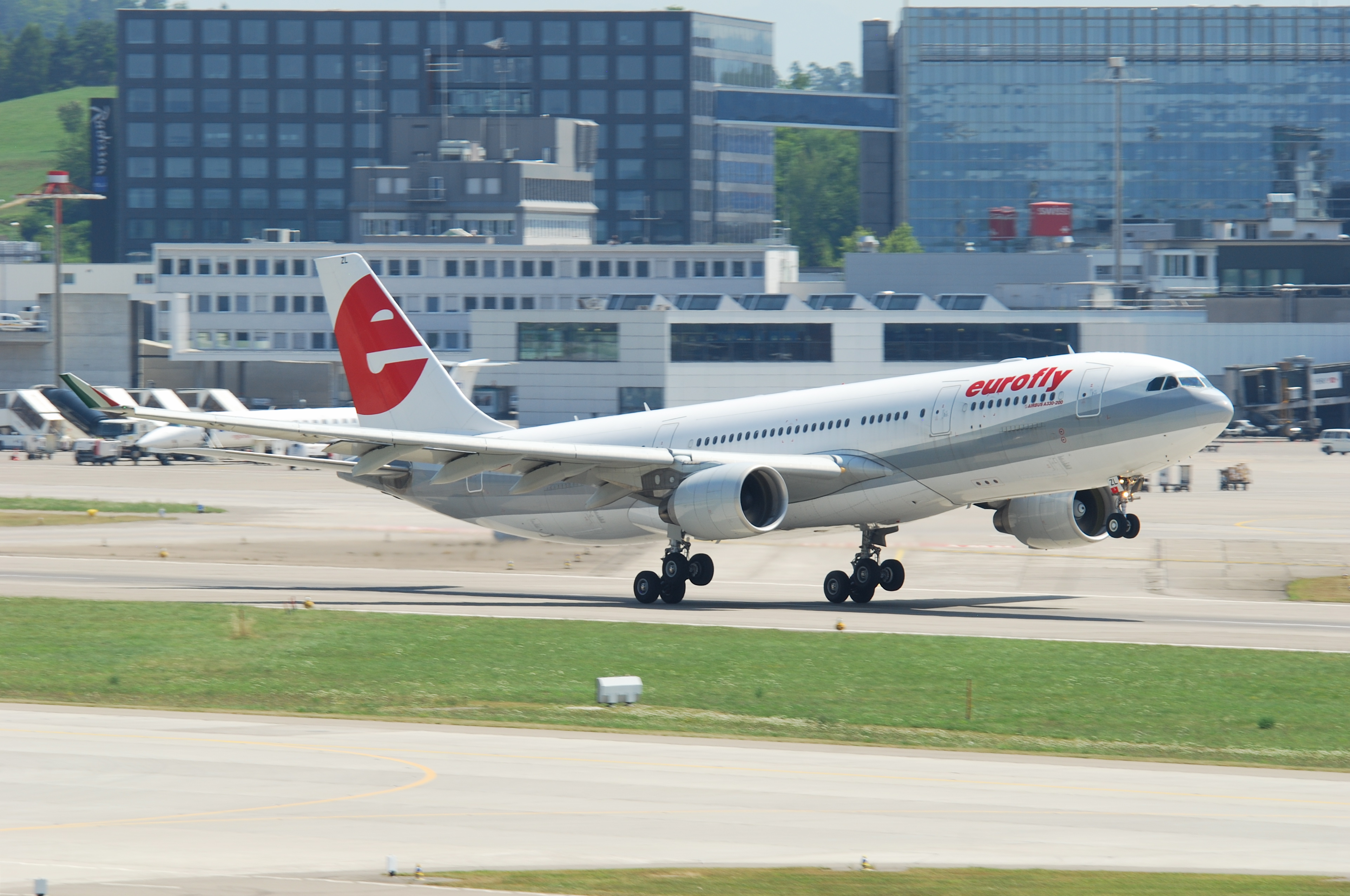
Airbus A330-200 der Eurofly im Jahr 2010

Im Jahr 2006 beteiligte sich Meridiana mit 30 Prozent an der ebenfalls italienischen Eurofly, im November 2009 wurde die Fusion der beiden Fluggesellschaften bekannt gegeben. Anschließend operierte man gemeinsam auf Basis der bisherigen Meridiana unter dem neuen Namen Meridiana fly.
Im Februar 2011 verhandelte Meridiana fly mit der größten italienischen Fluggesellschaft Alitalia über einen möglichen Zusammenschluss. Im Frühjahr 2013 bezog Alitalia jedoch auf Druck der Europäischen Kommission hierzu Stellung und gab bekannt, dass es keinen Zusammenschluss geben werde.

### Meridiana (Übernahme Air Italy)
Im Juli 2011 übernahm Meridiana fly die Air Italy (2005) zu einem Preis von 89,9 Millionen Euro.
Im Januar 2013 entzog die italienische Luftfahrtaufsicht Meridiana fly aus wirtschaftlichen Gründen bis auf Weiteres ihre dauerhafte Betriebslizenz, diese wurde durch eine jahresweise befristete ersetzt. Gleichzeitig wurde bekannt, dass die Tochtergesellschaft Air Italy zeitnah vollständig in Meridiana fly integriert werde.
Einige Wochen später wurde bekannt gegeben, dass Meridiana fly zukünftig wieder unter dem Namen Meridiana operiert. Zeitgleich mit der Rückbenennung in Meridiana und der Aufgabe des Markenauftritt von Air Italy wurde bekannt gegeben, dass man zukünftig nicht mehr im Niedrigpreissegment operieren, sondern sich als Linienfluggesellschaft zu Normalpreisen positionieren wolle.
Im Juli 2014 gab Meridiana bekannt, bis Jahresende alle Flugzeuge von Airbus und McDonnell Douglas auszumustern, um fortan eine einheitliche Flotte von Boeing zu betreiben.

### Einstieg Qatar Airway und Umbenennung in Air Italy
Im Juni 2015 nahm Qatar Airways eine Due-Diligence-Prüfung vor und bekundete grundsätzlich Interesse, Teilhaber der Meridiana zu werden. Am 14. Juli 2016 übernahm Qatar Airways 49 % an Meridiana.
Am 24. April 2017 erklärte Akbar Al Bakar, CEO von Qatar Airways, auf einer Pressekonferenz, aus der Absichtserklärung für 60 Boeing 737 MAX insgesamt 20 737 MAX 8 für Meridiana bereitstellen zu wollen. Die erste Auslieferung sei für 2018 geplant. Außerdem hat Qatar Airways 30 787-9 für Langstreckenflüge für Meridiana bestellt. Erste Auslieferung sei für Mai 2019 geplant.
Gewünscht sei die Umbenennung der Fluggesellschaft in Air Italy. Die Umfirmierung fand am 1. März 2018 stand, wobei das Tochterunternehmen Air Italy sein Air Operator Certificate zurückgegeben hat und mit Meridiana fusioniert wurde. Im Sommer 2018 wurde der Flughafen Mailand-Malpensa zum neuen Hauptdrehkreuz der Fluggesellschaft. In Olbia verbleibt die Unternehmensleitung und die Flugzeuginstandhaltung. 
Am 11. Februar 2020 entschieden die Anteilseigner die Liquidation der Airline, der eigene Flugbetrieb wurde mit sofortiger Wirkung eingestellt, in einem Übergangszeitraum bis zum 25. Februar 2020 wurden die Flüge von anderen Fluggesellschaften durchgeführt. Qatar Airways veröffentlichte dazu eine eigene Pressemitteilung in der erklärt wurde, dass man an das „große Potenzial“ der Fluggesellschaft geglaubt hatte, aber zur Sanierung hätte es das Engagement aller Anteilseigner bedurft. In den Medien wurde dies als Hinweis auf den Miteigentümer Karim Aga Khan IV. interpretiert.

## Flugziele
Air Italy verband mehrere Ziele innerhalb Italiens und bot Flüge nach Afrika, Europa und Nordamerika. Im deutschsprachigen Raum wurden keine Ziele angeflogen.
Flugzeuge der Meridiana wurden auch zu Abschiebeflügen von deutschen Flughäfen eingesetzt.
Ziele von Air Italy waren:
- Natal in Brasilien
- Toronto in Kanada
- Havanna in Kuba
- Kairo und Sharm El Sheikh in Ägypten
- Accra in Ghana
- Delhi und Mumbai in Indien
- Bergamo, Bologna, Cagliari, Catania, Lamezia Terme, Mailand, Neapel, Olbia, Palermo, Rom, Turin, Venedig, Verona in Italien
- Mombasa in Kenia
- Malé auf den Malediven
- Lagos in Nigeria
- Dakar in Senegal
- Teneriffa in Spanien
- Sansibar in Tansania
- Bangkok in Thailand
- London im Vereinigten Königreich
- Los Angeles, New York, Miami und San Francisco in den Vereinigten Staaten

## Flotte

### Flotte bei Betriebseinstellung

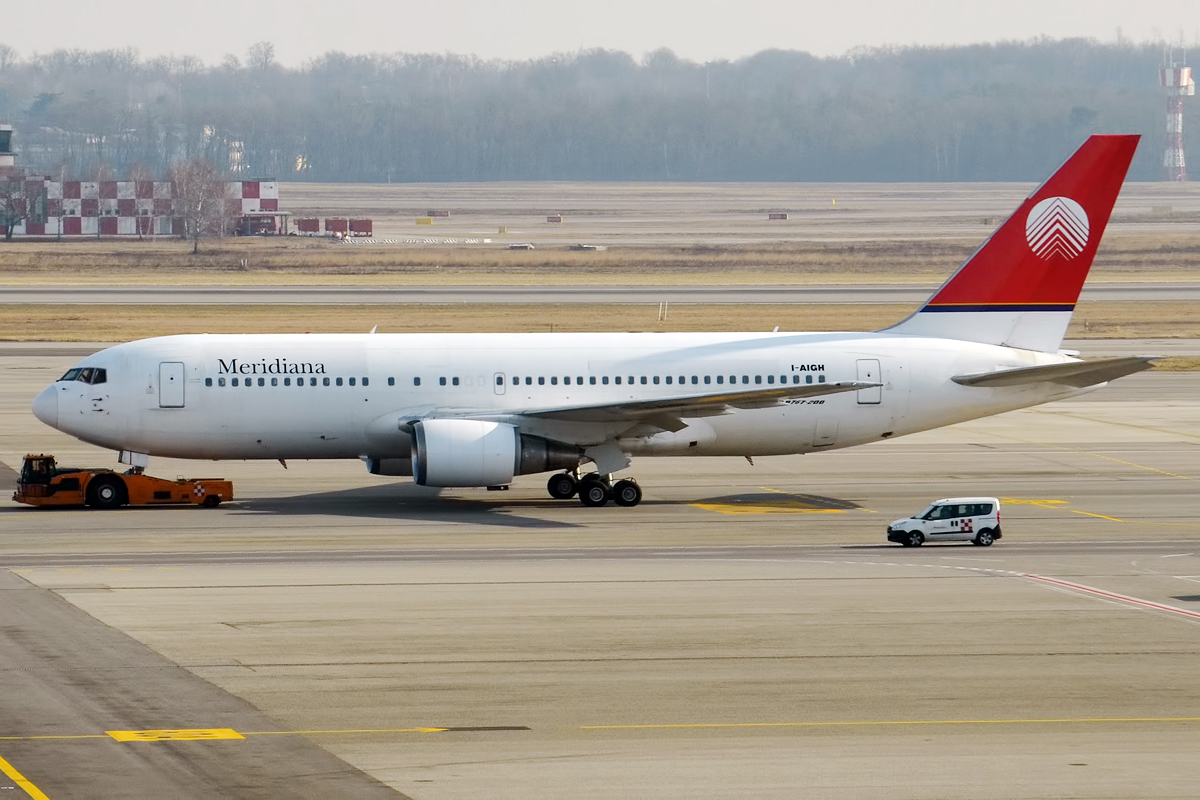
Boeing 767-200ER der Meridiana

Zum Zeitpunkt der Betriebseinstellung im Februar 2020 bestand die Flotte der Air Italy aus 12 Flugzeugen mit einem Durchschnittsalter von 14,1 Jahren:
| Flugzeugtyp      | Anzahl | bestellt | Bemerkungen                                           | Sitzplätze (Business/Economy) |
| ---------------- | ------ | -------- | ----------------------------------------------------- | ----------------------------- |
| Airbus A330-200  | 04     |          | von Qatar Airways geleast                             | 260 (24/236)                  |
| Boeing 737-700   | 01     |          |                                                       | 148 (—/148)                   |
| Boeing 737-800   | 04     |          | mit Winglets ausgestattet; teilweise mit Sky Interior | 189 (—/189)                   |
| Boeing 737 MAX 8 | 03     | 17       | Auslieferung ab Mai 2018; alle inaktiv                | 186 (—/186)                   |
| Gesamt           | 12     | 17       |                                                       |                               |